# Conn Findlay
Francis Conn Findlay (født 24. juli 1930 i Stockton, Californien, død 8. april 2021) var en amerikansk roer og sejler samt flerfoldig olympisk medaljevinder.

## Idrætskarriere
Findlay indledte sin elitekarriere som roer og gik sammen med Dan Ayrault og styrmand Kurt Seiffert, og disse tre blev udtaget for USA til OL 1956 i Melbourne. Her havde de bedste tid i indledende heat, hvorpå de med en andenplads i deres semifinale var klar til finalen. Her var det Polen og Sovjetunionen, der lagde sig i spidsen fra start, men den tyske og den amerikanske båd fulgte godt med, og mod slutningen var de to bedst, så Findlay og hans båd sikrede sig guldet foran Tyskland med Sovjetunionen på bronzepladsen.
Ved OL 1960 i Rom var det kun Findlay, der var tilbage fra guldvinderne i 1956. Hans makker var nu Richard Draeger, mens Kent Mitchell var styrmand, og de kom via opsamlingsheat i finalen, hvor den tyske båd vandt en sikker sejr, mens Sovjetunionen blev nummer to. Amerikanerne sikrede sig bronzen komfortabelt foran Danmark på fjerdepladsen.
Ved OL 1964 i Tokyo var Draeger skiftet ud med Ed Ferry, mens Kent Mitchell fortsat var styrmand. Amerikanerne vandt deres indledende heat sikkert, og i finalen var de fra midt i løbet i spidsen og vandt en komfortabel sejr, mens Frankrig blev nummer to og Holland nummer tre.
Derudover vandt Findlay to amerikanske mesterskaber i toeren med styrmand, begge med Ferry samt guld ved de panamerikanske lege i 1963 sammen med styrmand Charles Blitzer.
I 1970'erne var Findlay skiftet til sejsport og var medlem af besætningen på båden Manner til America's Cup-udtagelsesstævnet med Dennis Conner som skipper i 1974. Båden blev ikke valgt, men da Conner senere skulle stille op til OL 1976 i Montreal, valgte han Findlay som gast i tempestbåden. Duoen klarede sig ganske godt og opnåede blandt andet tre andenpladser i de syv sejladser og opnåede 32,7 point, men svenskerne Ingvar Hansson og John Albrechtson vandt guld med 14,0 point, mens Valentin Mankin og Vladislav Akimenko med 30,4 point fik sølv og 
amerikanerne bronze.
Findlay var året efter medlem af besætningen på Courageous med skipper Ted Turner til America's Cup, og her var han med til at sikre båden sejren i sejladsen. Han var igen besætningsmedlem på Courageous, da denne båd stillede op til America's Cup i 1983, nu med John Kolius som skipper.

## OL-medaljer
- 1956:  Guld i toer med styrmand
- 1964:  Guld i toer med styrmand
- 1960:  Bronze i toer med styrmand
- 1976:  Bronze i tempest